# Le indagini del principe Meren alla corte di Tutankhamon
Le indagini del principe Meren alla corte di Tutankhamon è una serie di sei gialli storici ambientati nell'antico Egitto governato dal Faraone Tutankhamon. Il protagonista della serie è il principe Meren, amico intimo del Faraone, che lo incarica di risolvere i vari delitti che insanguinano il suo regno. Autrice dell'esalogia è Lynda S. Robinson.
Il primo libro è uscito nel 1994, e la collana si è conclusa nel 2001. In Italia, i sei libri sono editi in Italia dall'editrice TEA, e la collana è durata dal 2002 al 2006.

## Serie di romanzi
1. L'ombra di Anubi [Murder in the Place of Anubis], traduzione di Alessandro Zabini, TEA, 2002  [1994], ISBN 978-8850201884.
2. Il respiro di Amon [Murder at the God's Gate], traduzione di Alessandro Zabini, TEA, 2002  [1995], ISBN 978-8850201891.
3. Il papiro spezzato [Murder at the Feast of Rejoicing], traduzione di Alessandro Zabini, TEA, 2003  [1996], ISBN 978-8850203116.
4. La divoratrice di anime [Eater of Souls], traduzione di Alessandro Zabini, TEA, 2004  [1997], ISBN 978-8850204892.
5. Il bevitore di sangue [Drinker of Blood], traduzione di Alessandro Zabini, TEA, 2005  [1998], ISBN 978-8850207411.
6. Sterminatore di dei [Slayer of Gods], traduzione di Alessandro Zabini, TEA, 2006  [2001], ISBN 978-8850211852.

## Personaggi principali

### Meren
Protagonista della serie, è un principe della corte del Faraone Tutankhamon, che lo ha nominato "Occhi e Orecchie del Faraone". Si scopre dal primo romanzo che egli ha 34 anni, e dal terzo che è il primogenito di una famiglia composta dal padre Amosis, dalla madre Neith, dalla sorella Idut e dal fratello Nakht. All'età di diciotto anni, durante il regno di Akhenaton, Meren e suo padre furono fatti imprigionare e torturare dal Faraone in persona, in quanto non vollero seguire la sua religione. Il padre fu giustiziato, mentre Meren fu invece marchiato al polso col disco solare di Aten. Ay, l'anziano gran visir del Faraone e padre di Nefertiti, lo prese nelle sue cure, e da allora divenne un suo amico, così come lo divennero il generale Horemheb e il tesoriere reale Maya.
Meren è sveglio ma anche molto autorevole, come dimostrano alcuni suoi metodi d'interrogazione che, suo malgrado, è spesso costretto a usare per scoprire la verità dietro agli omicidi che imperversano il paese. È aiutato dal figlio adottivo Kysen e da una squadra di aurighi, tra cui Reia, Iry e il neofito Irzanen, capitanati dal fedele Abu.
Famiglia
- Padre: Amosis (deceduto)
- Madre: Neith
- Fratelli e sorelle: Idut (sorella), Nakht (fratello)
- Zii: Hepu (zio adottivo padre di Sennefer), Nebetta (zia adottiva madre di Sennefer), Cherit
- Nonna materna: Wa'bet
- Cugini: Ebana, Djet (deceduto), Anhai (adottiva)
- Fratelli adottivi: Ra, Sennefer
- Moglie: Sir-Hathor (deceduta)
- Figli: Kysen (adottivo), Bener (adottiva, 18 anni), Isis (adottiva, 14 anni), Tefnut (naturale)

### Kysen
Figlio adottivo di Meren, il suo vero padre biologico è Pawero. Quest'ultimo aveva un carattere molto violento nei confronti del figlio, il quale tentò così di lasciare il suo villaggio natale degli operai dove viveva insieme ai fratelli Hesire e Ramose. Il padre lo prese e lo vendette come schiavo, ma il caso volle che Meren, che si trovava lì, rimase ammirato dal coraggio del ragazzo, sottoposto a violenze poco umane, e costrinse Pawero a darglielo. Tutto questo accadde dieci anni prima degli eventi della serie, e da allora, Kysen tratta Meren come fosse suo vero padre; si dimostra riluttante quando quest'ultimo, nel primo libro, gli chiede di andare al suo villaggio natale. Ha avuto una moglie, Taweret, da cui si è divorziato, e i due hanno avuto un figlioletto di nome Remi, affidato alle cure della nutrice Mutemwia.
Durante le indagini, si serve occasionalmente di un travestimento, ossia uno scriba di nome Nen.

### Tutankhamon
Giovanissimo Faraone d'Egitto, è preso di mira da buona parte della corte, che conta di farne la propria marionetta, e da alcuni popoli stranieri, che lo credono completamente indifeso. Ma nonostante la sua giovane età, il Faraone è coraggioso e autorevole, e nel corso della serie desidererà mettersi alla prova; Meren gli consiglia però di agire sempre con prudenza, in quanto è l'ultimo esponente di una dinastia già fragile. Si fida poco della moglie Ankhesenamun, in quanto tempo fa essa organizzò un complotto per deporre Tutankhamon e sostituirlo con un principe ittita, come rappresaglia nei suoi confronti per aver ripristinato l'antico culto politeista distrutto da Akhenaten; il complotto però fallì, e seppur Ankhesenamun ne fosse apparentemente dispiaciuta, Tutankhamon non si fida comunque di lei per questa ragione. Tra i principi della sua corte vi sono Paser, Rahotep, Djoser, Tanefer e il siriano Ahiram. Possiede un leopardo di nome Sa, e varie guardie nubiane.
Nella serie di Robinson, egli è fratello di Akhenaton, il Faraone eretico, e di Smenkhara, che gli è succeduto. La serie è inoltre ambientata nel quinto anno del suo regno.

## Personaggi secondari
Ebana
Cugino di Meren e sacerdote di Amon, è in forte attrito col protagonista, nonostante l'affetto che quest'ultimo prova nei suoi confronti: nella stessa notte in cui Meren fu torturato da Akhenaten e poi liberato da Ay, infatti, Ebana sfuggì a un tentativo di assassino (come testimonia la cicatrice che porta sul suo volto), ma la moglie e il figlio persero invece la vita. Il sacerdote incolpa Meren di non averlo saputo avvertire nonostante la fiducia che nutriva in lui (ignorando, tra l'altro, le circostanze in cui si trovava Meren la notte in cui la sua famiglia fu uccisa), e considera Kysen un semplice plebeo a causa del suo sangue, nonostante il coraggio del giovane. Apparso già nel primo libro, avrà un ruolo maggiore nel secondo, ma a partire dal terzo la sua presenza verrà ridotta soltanto a semplici cammei, tranne nel quinto, dove aiuterà di nuovo i protagonisti a risolvere il mistero.
Abu
Capitano degli aurighi al servizio di Meren, è spesso accompagnato dai suoi compagni Iry e Reia. Questi aurighi aiutano spesso Meren o Kysen, a seconda della situazione, a risolvere le indagini che i protagonisti si trovano davanti, oltre ovviamente che a proteggerlo da eventuali pericoli. A partire dal quinto libro, al suo corpo si aggiungerà anche una giovane recluta, l'impulsivo Irzanen.
Horemheb
È un generale egizio e amico di Meren, e appare varie volte nella serie, a partire dal secondo episodio.
Maya
Tesoriere reale e amico di Meren, appare varie volte nella serie, a partire dal secondo episodio.